# Fipa
Fipa es un pueblo que habita las regiones fronterizas de Tanzania y Zambia septentrional, entre los lagos Tanganica y Rukwa. Tomaron su actual nombre de la meseta de Fipa, que constituye el corazón de su territorio étnico. Suman entre 250.000 y 300.000 individuos aproximadamente. La lengua fipa pertenece al grupo bantú serrano meridional de la familia níger-kordofana.
La agricultura tradicional de los fipa se basa en el sistema de aclarado del terreno para su cultivo temporal. El cultivo corriente es el mijo, cuya producción requiere trabajo cooperativo. Se cree también que los fipa llevaron a la región la fundición y la forja del hierro.
- Datos: Q2995992